# Phencyclidine
Phencyclidine (PCP), tên khác: angel dust, là một loại thuốc gây ảo giác tạo cảm giác tách biệt. PCP được đưa vào thị trường trong những năm 1950 như là một dược phẩm gây mê nhưng bị rút khỏi thị trường năm 1965 do các phản ứng phụ gây ảo giác gây cảm giác tách biệt cho người dùng. Ngoài ra, việc khám phá ra chất ketamine của các nhà nghiên cứu tại Parke-Davis được cho là một giải pháp thay thế tốt hơn để dùng làm chất gây mê. Kể từ đó một số dẫn xuất tổng hợp của PCP đã được bán dưới dạng thuốc gây cảm giác tách biệt để sử dụng cho mục đích giải trí và phi y tế.
Trong cấu trúc hóa học, PCP là một thành viên của nhóm arylcyclohexylamine, và trong dược lý học, nó là một thành viên của nhóm chất gây mê tách biệt. PCP hoạt động chủ yếu như một chất đối kháng thụ thể NMDA. Do là thuốc gây nghiện, PCP có liên quan chặt chẽ đến lạm dụng cưỡng chế.
Là một loại thuốc giải trí, PCP có thể được uống qua miệng, đốt lấy khói, ngâm hoặc tiêm.

## Sử dụng để giải trí

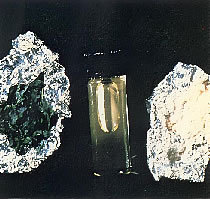
DEA đã thu giữ nhiều loại PCP bất hợp pháp dưới nhiều hình thức.

PCP bắt đầu nổi lên như một loại thuốc giải trí ở các thành phố lớn ở Hoa Kỳ trong năm 1967.:46 Đến năm 1978, tạp chí People và Mike Wallace trong chương trình 60 Minutes đã gọi PCP là vấn đề về ma túy "số một" của nước này. Mặc dù việc sử dụng PCP làm thuốc giải trí đã luôn luôn tương đối thấp, nhưng tần suất sử dụng đã giảm đáng kể vào những năm 1980. Trong các cuộc điều tra, số học sinh trung học thừa nhận thử PCP ít nhất một lần đã giảm từ 13% năm 1979 xuống còn dưới 3% vào năm 1990.:46–49
PCP có cả dạng bột và chất lỏng (PCP tan nhiều nhất trong ether), nhưng thường nó được phun lên các lá cây như như cần sa, bạc hà, oregano, thuốc lá, mùi tây, hoặc gừng sau đó dùng để hút.
PCP là chất gây nghiện nhóm Chương trình II ở Hoa Kỳ và mã ACSCN của nó là 7471. Hạn ngạch sản xuất cho năm 2014 là 19 gram.
Đây là loại chất gây nghiện thuộc Chương trình I theo Bộ luật về Các chất gây nghiện và Hoá chất được kiểm soát ở Canada, một loại thuốc thuộc Danh mục I của Luật Thuốc phiện ở Hà Lan, và là chất gây nghiện nhóm A tại Vương quốc Anh.

### Phương thức sử dụng
- PCP có thể dùng để hút. Fry là một thuật ngữ đường phố cho sản phẩm cần sa hoặc thuốc lá điếu đã được nhúng trong PCP và sau đó được sấy khô.[12]
- PCP hydrochlorua có thể hít qua mũi, tùy thuộc vào độ tinh khiết.
- Dạng tự do của chất này khá kỵ nước và có thể ngấm qua da và màng nhầy (thường do vô tình).